# Puffinus holeae
La pardela canaria de las dunas (Puffinus holeae) es una especie extinta de ave procelariforme de la familia Procellariidae que habitaba en el Atlántico norte. 
Era una pardela de tamaño relativamente grande que criaba en el archipiélago de Canarias. También se han encontrado fósiles de esta especie en el yacimiento arqueológico de la cueva de Figueira Brava en la costa occidental de Portugal. Su nombre científico hace honor a Jean Hole, la científica que recolectó el material fósil de la especie en la península de Jandía de Fuerteventura. Tenía un tamaño intermedio entre la pardela pichoneta y la pardela cenicienta. Sus colonias de cría se encontraban en los campos de dunas, en contraste con la más pequeña pardela canaria de la lava, con la que compartía territorio, que prefería criar en los campos de lava.

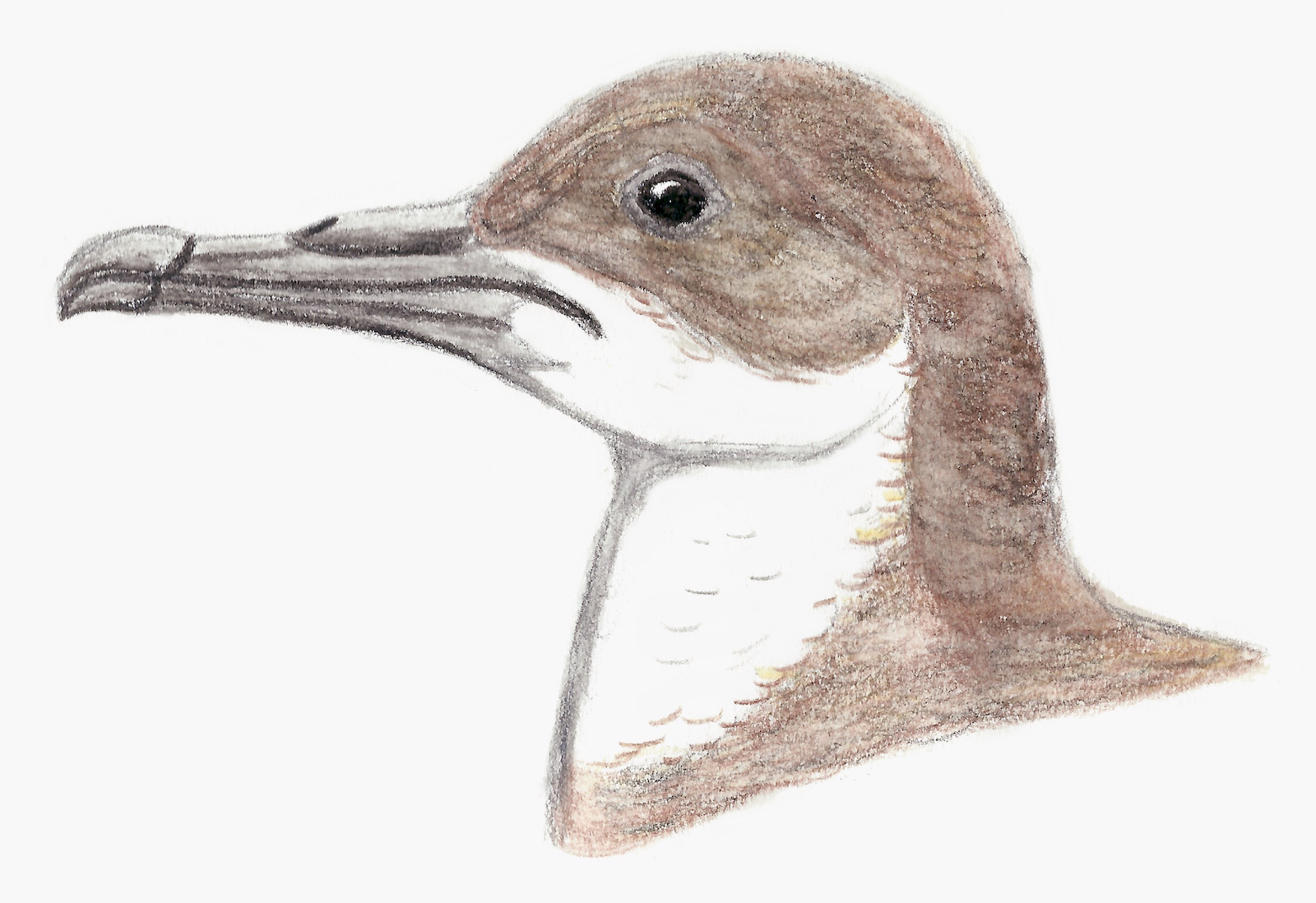
Reconstrucción hipotética de la cabeza de la pardela de las dunas, basada en el material conocido y otras especies de pardelas.

La especie se extinguió en el periodo de hace 2000-3000 años, contemporáneamente con los primeros asentamientos humanos en las islas, por lo que probablemente la causa de su extinción fue la depredación humana. Probablemente sus poblaciones se habían reducido previamente debido al calentamiento posterior al último periodo glacial, que acabó con un afloramiento de aguas frías que surtiría a la zona de una gran riqueza de pescado. Más tarde, la presión humana debió ser el desencadenante que acabara con sus últimas poblaciones, algo que se correspondería con lo que se sabe sobre la explotación de los huevos de las aves marinas en tiempos históricos. Esta teoría se vería reforzada si se descubriesen restos de esta especie o sus huevos entre los desechos de comida en yacimientos antropogémicos.